# Сава Констамонитски
Сава Констамонитски (на гръцки: Άγιος Σάββας) e източноправославен преподобномъченик от XIX век.

## Биография
Роден е в края на XVIII век в халкидическото село Казанджи махала. Замонашва се в светогорския манастир Констамонит. При избухването на Халкидическото въстание в 1821 година, Сава е убит от турци заедно с друг монах също от Казанджи махала.
Първата служба на Свети Сава е отслужена в 1988 година.